# Rantoul, Kansas
Rantoul är en ort i Franklin County i Kansas. Vid 2010 års folkräkning hade Rantoul 184 invånare.